# Pilha de mercúrio

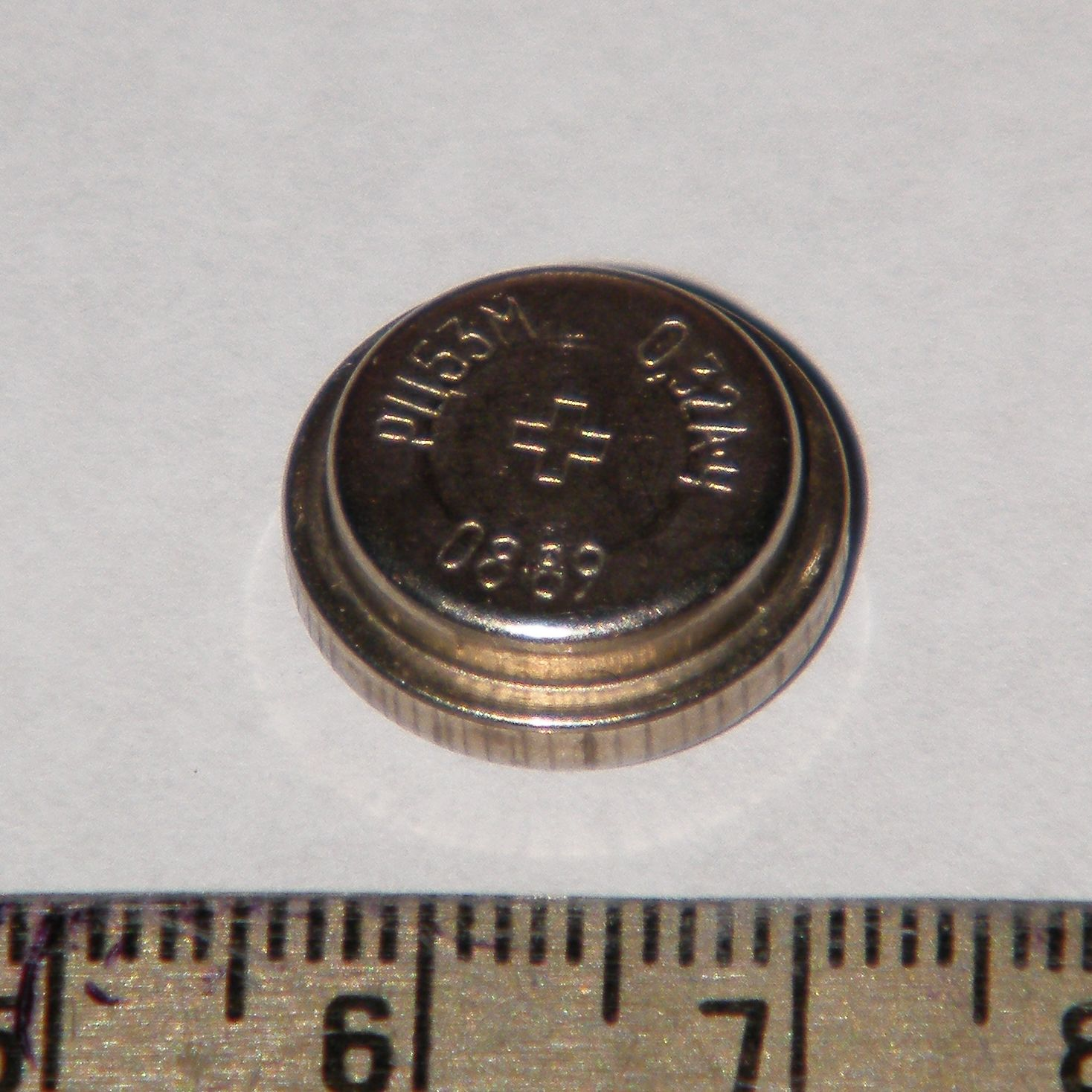
Pilha de mercúrio

Uma pilha de mercúrio é um tipo de pilha alcalina. Por ter mercúrio em grandes concentrações, sua comercialização foi banida em muitos países. Hoje, as pilhas de mercúrio são utilizadas, por exemplo, em relógios, calculadoras, marca-passos, aparelhos auditivos, máquinas fotográficas e brinquedos.

## História
O sistema de construção de pilhas de mercúrio já era conhecido desde 1884, mas somente em 1942, Samuel Ruben implementou uma pilha balanceada de mercúrio que foi largamente utilizada na Segunda Guerra Mundial, como em walkie-talkies, detectores de metais e armamentos.

## Química
A parte negativa da pilha (ânodo) é uma amálgama de zinco (reagente) e de mercúrio, a parte positiva (cátodo) é o óxido de mercúrio II (HgO) e a solução eletrolítica é uma pasta de papel umidecido contendo o hidróxido de potássio (KOH), que funciona como uma ponte salina, ligando as duas semi-celas.
Essa solução eletrolítica tem como função manter a neutralidade elétrica das pilhas. Os ânions da ponte fluem na solução no mesmo sentido que os elétrons fluem no fio. Já os cátions da ponte salina fluem na solução no sentido contrário ao dos elétrons. Logo abaixo da pasta de papel umedecido, é colocado um separador poroso, que funciona como isolante.
As reações que ocorrem nestas pilhas são as seguintes:
- Ânodo: {\displaystyle {\ce {{Zn}->{Zn^{2}+}+2{e^{-}}}}}  (pólo -)
- Cátodo: {\displaystyle {\ce {{HgO}+{H2O}+2{e^{-}}->{Hg}+2{OH^{-}}}}}  (pólo +)

## Vantagens e desvantagens
As pilhas de mercúrio são vantajosas pois elas podem ser compactas, tem uma longa vida útil, podem ser guardadas por muito tempo (10 anos) e elas mantêm o nível de tensão de 1,35V até os 5% final de sua vida.
Como desvantagens, podemos citar os problemas ambientais que essas pilhas podem causar, pois o mercúrio que compõe a pilha é altamente tóxico e danoso ao meio ambiente. Além disso, as pilhas de mercúrio causam doenças no sistema nervoso (como a doença), nos rins, sistema respiratório, visão, e pode causar até mesmo câncer. Por isso, as pilhas de mercúrio não podem ser descartadas em resíduos doméstico. A melhor alternativa seria fazer o reprocessamento do mercúrio, regenerando o reagente.